# 圣蒂尔索德亚夫雷斯
圣蒂尔索德亚夫雷斯，是西班牙阿斯图里亚斯的一个市镇。总面积31平方公里，总人口624人（2001年），人口密度20人/平方公里。